# Škoda 935
Der Škoda 935 war der Prototyp eines viertürigen Mittelklassewagens des tschechoslowakischen Herstellers. Die in Holz-/Stahlmischkonstruktion gefertigte Stromlinienkarosserie mit Heckmotor ähnelte der der Tatra-Automobile.
Der wassergekühlte, seitengesteuerte Vierzylinder-Viertakt-Reihenmotor hatte einen Hubraum von 1995 cm³ und eine Leistung von 55 PS (40 kW). Über das an den Motorblock angeflanschte Getriebe wurde die Antriebskraft an die Hinterräder weitergeleitet. Der vorne und hinten gegabelte Skelettrahmen des Wagens bestand aus gepressten Stahlprofilen und besaß ein Zentralrohr.
Das Fahrzeug wurde 1935 hergestellt. Es kam nie zu einer Serienfertigung.